# Benoît Haaby
Benoît Haaby, né le 4 janvier 1982 à Saint-Louis (Haut-Rhin), est un joueur de football français qui joue au FC Mulhouse

Parcours junior:
FC Walbach

## Biographie
Il fait ses premiers pas de footballeur en Alsace dans le petit village de Wahlbach (Haut-Rhin).
Benoît Haaby commence sa carrière en 2003 à Sochaux où il ne joue aucun match en équipe première. Il commence réellement sa carrière en 2004 à l'Ajaccio GFCO où il joue 50 matchs et il inscrit 3 buts. En 2006, il signe à Clermont Foot où il est un acteur majeur de la montée en L2 puis de la très bonne place obtenue par ce club en L2, en l'occurrence cinquième. 
En 2008 il signe au club de l'Amiens SC, où il est titulaire indiscutable au sein de la défense amiénoise.
Sans club à l'été 2010, il s'entraîne avec l'ASM Belfort avant de finalement signer pour le SR Colmar, club en difficulté dans le championnat de National. Souvent capitaine, il participe alors à la stabilisation du club dans cette division.
En 2014, il rejoint le club voisin du FC Mulhouse.